# Catonephele fulva
Catonephele fulva är en fjärilsart som beskrevs av Johannes Karl Max Röber 1913. Catonephele fulva ingår i släktet Catonephele och familjen praktfjärilar. Inga underarter finns listade i Catalogue of Life.